# Expulsions collectives de Polonais
Les expulsions collectives de Polonais sont trois épisodes d'expulsion de populations polonaises : en 1934-1935, concernant les travailleurs polonais en France, en 1940-1944, concernant les habitants polonais des territoires polonais annexés par l'Allemagne, et en 1945-1946 concernant les habitants polonais des territoires polonais annexés par l'Union soviétique.

## Expulsions par la France
Les expulsions collectives de Polonais de France en 1934-1935 sont une conséquence de la crise économique de 1929 et de la promulgation de la loi « protégeant la main d'œuvre nationale » le 10 août 1932. Ces expulsions ont lieu entre 1934 et 1935. Elles sont considérées comme le résultat d'une hausse de la xénophobie du fait de la crise, les travailleurs étrangers étant « accusés d'être responsables du chômage et des désordres politiques ».
Certaines expulsions se font à la suite de grèves. Ainsi, en août 1934, 77 mineurs polonais sont expulsés à la suite d'une grève dans les mines de l'Escarpelle (Leforest, Nord-Pas-de-Calais).
Les renvois sont par contre nombreux à partir de 1931 et jusqu'à l'arrivée du Front populaire (1936). D'après Philippe Rygiel, la diversité des moyens d'action et de fortes variations locales dans l'application des décisions prises, rendent difficile un bilan global. Il est malaisé de distinguer les départs contraints, des départs volontaires d'immigrants que la dégradation de la situation économique et l'augmentation de la xénophobie conduit à quitter la France. L'effet de la nécessité économique et celui des chicanes administratives, jouent un rôle mais ne se traduisent pas toujours par une sortie du territoire. L'action de l'État a amplifié les départs, sans que nous puissions établir dans quelles proportions. Une vague de départs plus massive est enregistrée en 1932, avec 108 000 sorties du territoire, et dépasse sans doute ce nombre car les départs n'ont pas tous été enregistrés.
Ce contexte affecte inégalement les populations étrangères, non parce que l'administration entend pousser telle ou telle nationalité au départ, mais parce que les critères économiques et démographiques utilisés par les fonctionnaires français ont eu des effets différenciés selon les groupes, dont l'implantation sectorielle ou la structure démographique diffère. La présence de nombreuses familles, aux enfants souvent nombreux, contribue ainsi à protéger les communautés polonaises, de même que l'expérience et les qualifications de beaucoup de mineurs de fond, que leurs employeurs tentent de retenir. Cependant leur concentration dans des secteurs d'activité qui voient, durant la crise, fortement diminuer leurs besoins en main d'œuvre (le textile dans le nord, les houillères dans le Pas-de-Calais, la potasse en Alsace) en fait les victimes toutes désignées des politiques de renvoi massif. La concentration de la main d'œuvre au sein de quelques grandes entreprises étroitement liées à l'État, facilite l'organisation des expulsions dans ces secteurs rentables pour l'acteur privé, comme la SGI, qui assure l'essentiel des départs par le biais de convois ferroviaires. De 1931 à 1936, celle-ci et quelques autres entreprises de moindre importance assurent le rapatriement de plus de 100 000 Polonais.

## Expulsions par l'Allemagne
L’expulsion des Polonais par l'Allemagne nazie de 1939 à 1944 (Aussiedlung der Polen), est une opération visant à vider la Pologne occupée de sa population pour permettre l'installation de colons allemands dans le but de germaniser l'« espace vital » allemand, et notamment le Reichsgau Wartheland et le Gouvernement général. Adolf Hitler explique en mars 1941 : « l'élimination de 15 millions de Polonais devrait permettre l'installation de 4 à 5 millions d'Allemands pour que cette région devienne aussi allemande que la Rhénanie ». Selon l'idéologie nazie, les Polonais sont, comme tous les Slaves, des Untermenschen (sous-hommes), devant servir d'esclaves en attendant leur extermination dans le cadre du Generalplan Ost (schéma directeur pour l'Est) mis en œuvre par le Reichssicherheitshauptamt (Office central de la sécurité du Reich) qui prévoit la déportation depuis l'Europe centrale et orientale vers l'ouest de la Sibérie, de 45 millions d'individus « non-germanisables », dont 31 millions « racialement indésirables » (100 % des Juifs, 85 % des Polonais, 75 % des Biélorusses et 65 % des Ukrainiens). Les 3 à 4 millions de paysans polonais restants, supposés « descendants polonisés » des colons et des migrants allemands plus anciens (Walddeutsche (en), Prussiens) sont, pour leur part, considérés comme « racialement valables » et destinés à être « re-germanisés ». À toutes fins utiles, des expériences de stérilisation de masse de femmes polonaises sont également tentées dans les camps de concentration.

## Expulsions par l'URSS

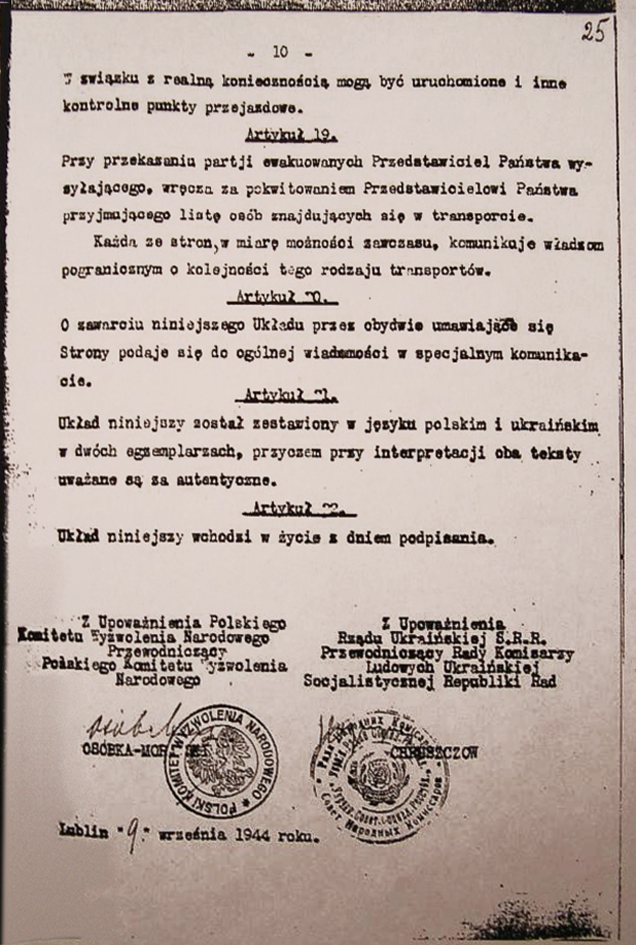
Dernière page de l'accord d'échange de population entre la Pologne et l'Ukraine conclu le 9 septembre 1944.

Les expulsions collectives de Polonais d'URSS en 1945-1946 sont une conséquence de l'échange de population entre la Pologne et l'Ukraine soviétique, conforme à un accord conclu le 9 septembre 1944 entre le Comité polonais de Libération nationale (PKWN) et le gouvernement de la République socialiste soviétique d'Ukraine (RSS d'Ukraine),.
Si les territoires du centre-est des républiques soviétiques restent inchangés, les régions les plus occidentales des RSS de Biélorussie et d'Ukraine connaissent une expansion spectaculaire au détriment de la deuxième République de Pologne. Le prétendu « rapatriement des Polonais » concerne autant les populations rurales que les habitants des capitales provinciales dépouillées de leurs bassins économiques d'avant-guerre (Grodno, Brest, Lwów). Environ 480 000 habitants de souche ukrainienne et biélorusse de Przemyśl et de la Zakerzonia (en Pologne) sont déplacés sur des territoires faisant désormais partie de l'Ukraine et de la Biélorussie soviétiques, tandis que 1 130 000 Polonais vivant dans ces régions occidentales de l'Union soviétique, en Biélorussie mais surtout en Ukraine sont expulsés vers la République populaire de Pologne qui les installera dans les « Territoires recouvrés », pris à l'Allemagne, au nord et à l'ouest de la nouvelle Pologne (Poméranie, est du Brandebourg, Silésie, sud de l'ancienne province de Prusse-Orientale).
L'accord du 9 septembre 1944, après la ratification de la nouvelle frontière entre la Pologne et l'Union Soviétique, telle que décidée à la Conférence de Yalta, est contresigné par Edward Osóbka-Morawski représentant le PKWN et Nikita Khrouchtchev représentant la RSS d'Ukraine, mais exprime naturellement la volonté de Staline, selon lequel « le problème des nationalités est un problème de transport ».
L'accord prévoit que chaque individu doit se faire recenser en fonction de son appartenance ethnique et non en fonction de sa citoyenneté. Les Ukrainiens ethniques résidant à l'ouest de la frontière doivent s'enregistrer auprès des autorités polonaises, tandis que les Polonais ethniques vivant à l'est de la frontière doivent s'enregistrer auprès du NKVD soviétique. Afin de garantir l'efficacité et d'éviter le roulage à vide, ce sont les mêmes trains qui doivent faire l'aller et le retour chargés des réfugiés de chaque camp. Le NKVD ne se contentera pas d'enregistrer les Polonais ethniques, mais enquêtera pour savoir quelle fut leur attitude sous la deuxième République de Pologne, sous la première annexion soviétique, sous l'occupation nazie et sous la seconde annexion soviétique, de sorte que des dizaines des milliers de familles polonaises partirent non vers la République populaire de Pologne mais vers le Goulag. Quant aux Juifs ayant survécu à la Shoah, ils se virent attribuer le droit de choisir leur appartenance. De nombreux juifs communistes choisissent l'URSS (beaucoup le regrettèrent lorsqu'ils découvrirent l'antisémitisme stalinien) mais d'autres choisissent la Pologne, notamment les juifs religieux attachés à leur foi, craignant l'athéisme très militant de l'État soviétique.